# Fairphone 2
El Fairphone 2 és un telèfon intel·ligent fabricat per l'empresa social Fairphone i el primer completament dissenyat per ells. És el primer telèfon intel·ligent modular i està dissenyat per ser fàcilment reparat per l'usuari. Funciona amb el sistema operatiu l'Android 5.1 Lollipop.